# Gifford Palgrave
William Gifford Palgrave (Westminster, 1826 – 1888) è stato un esploratore e diplomatico britannico.
Era il figlio di Francis Palgrave ed Elizabeth Turner.

## Gioventù ed educazione
Fu educato presso la scuola Charterhouse, allora posizionata nei pressi di Smithfield, sotto la guida di Augustus Page Saunders e Dean di Peterborough. Tra gli altri riconoscimenti vinse la medaglia d'oro scolastica per i versi classici, e si trasferì al Trinity College (Oxford) dove ottenne una borsa di studio e si laureò nel 1846.

## Primi viaggi oltremare e conversione al Cattolicesimo
Subito dopo il college si trasferì in India prestando servizio per un certo periodo nell'8º reggimento di fanteria "The King's". Poco dopo si convertì alla Chiesa cattolica, fu ordinato sacerdote e si unì ai Gesuiti operando in India, a Roma ed in Siria, dove imparò l'arabo.
Convinse i propri superiori a sostenere una missione nell'entroterra della penisola araba, che ai tempi era una terra incognita per il resto del mondo. Ottenne anche il sostegno dell'imperatore francese Napoleone III, convinto che una più approfondita conoscenza dell'Arabia avrebbe migliorato i sogni imperialistici francesi in Africa e nel Medio Oriente.

## Viaggi in Siria e Medio Oriente
Palgrave fece ritorno in Siria, dove assunse l'identità di un medico viaggiatore siriano. Dopo aver riempito le valigie di medicine piccoli beni di scambio, ed accompagnato da un servitore, partì per Najd in Arabia centrosettentrionale. Viaggiò come un cristiano. Il servizio che svolse per conto della Compagnia di Gesù e dell'impero francese fu quello di una spia, più che di un missionario.
Palgrave divenne amico di Faisal bin Turki bin Abdullah Al Saud durante il soggiorno a Riad, in Arabia Saudita. Il figlio di Faisal, Abdul Rahman bin Faysal Al Sa'ud, chiese a Palgrave la sua stricnina. Palgrave credeva che Abdul volesse avvelenare il padre. Palgrave fu accusato di spionaggio e quasi giustiziato per la sua fede cristiana.

## Vecchiaia e morte
Dopo aver viaggiato per un anno in Siria, passando per Najd, prima di recarsi in Bahrein e Oman, fece ritorno in Europa dove scrisse un racconto dei suoi viaggi. Il libro divenne un best seller e fu ristampato numerose volte. Nell'opera non si fa riferimento ai motivi segreti del suo viaggio.
Dopo aver scritto il suo libro, Palgrave si convertì nuovamente rinunciando alla Chiesa cattolica nel 1865. Entrò a far parte del Foreign Office britannico e fu nominato console a Sukhum-Kale (Sukhumi) nel 1866, prima di trasferirsi a Trebizond (Trebisonda) nel 1867. Nel 1868 sposò Katherine, figlia di George Edward Simpson, di Norwich, dalla quale ebbe tre figli. Divenne console a Saint Thomas e Saint Croix nel 1873, a Manila nel 1876 e nel 1878 in Bulgaria, dove fu nominato console generale. Nel 1879 si trasferì a Bangkok. Nel 1884 divenne ministro residente e console generale in Uruguay, dove rimase fino alla morte avvenuta nel 1888.

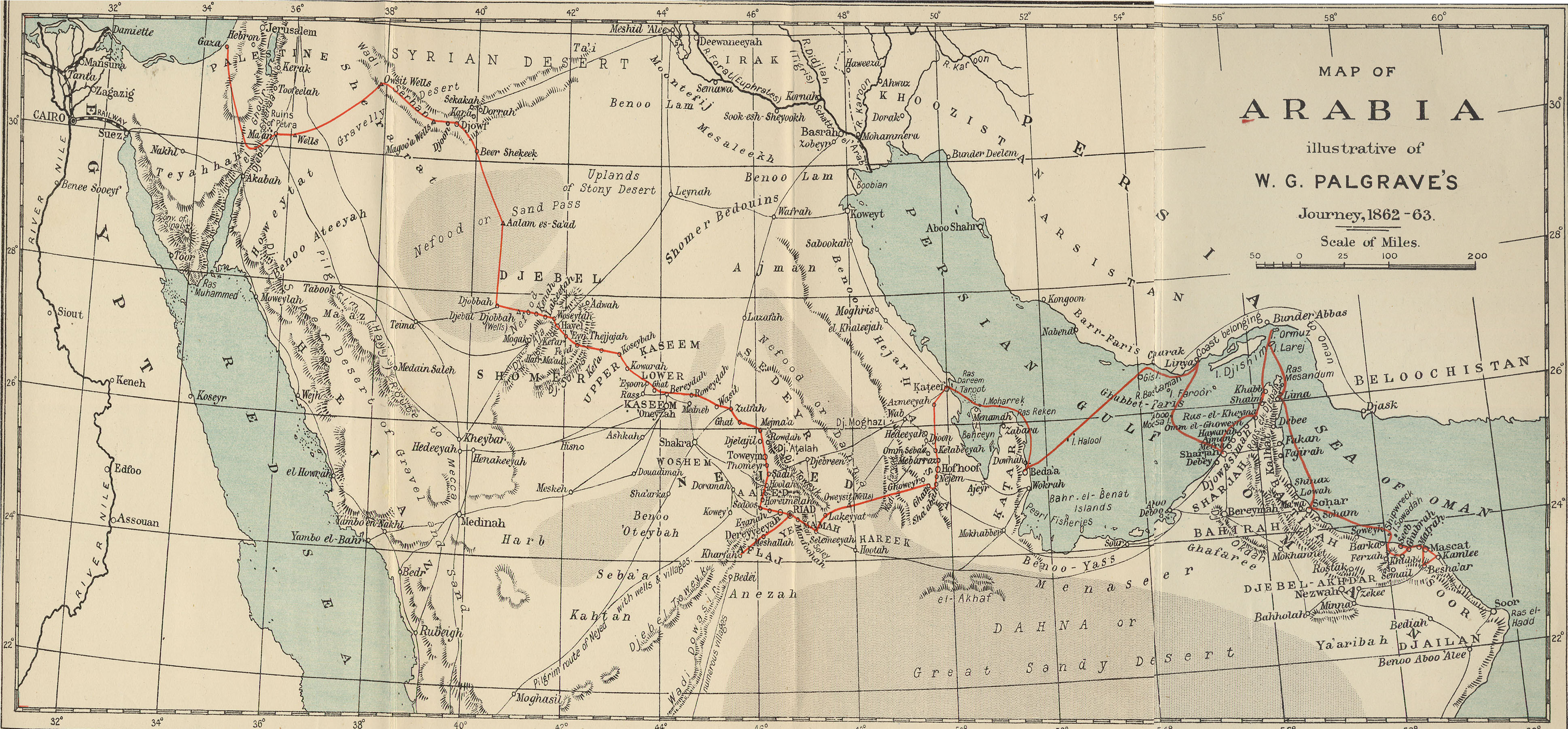
Il viaggio di Palgrave è segnato in rosso

Oltre alla sua opera Central Arabia, Gifford Palgrave pubblicò un volume di Essays on Eastern Questions,, una narrativa intitolata Hermann Agha,, un abbozzo su Dutch Guiana ed un volume di saggi intitolato Ulysses.